# Aprilia Volley
Aprilia Volley – żeński zespół piłki siatkowej, występujący w rozgrywkach tej dyscypliny we Włoszech. Klub założony został w Aprilii.